# Zhang Jie (poeta)
Zhang Jie (chinês: 章碣) (836-905), foi um poeta da Dinastia Tang. Seu poema, Fossos para a Queima de Livros (焚書坑 ,Fén Shū Kēng), é famoso por criticar a queima de livros e sepultura de intelectuais perpretada pelo imperador Qin Shi Huang.